# 踊ろよハニー
「踊ろよハニー」（おどろよハニー）は、日本のロックバンド・ミサイルイノベーションの1作目のシングル。

## 概要
初のシングル作品。

## 収録曲
| #  | タイトル             | 作詞   | 作曲     | 編曲                             |
| -- | -------------------- | ------ | -------- | -------------------------------- |
| 1. | 「踊ろよハニー」     | 大渡亮 | 大渡亮   | ミサイルイノベーション、亀田誠治 |
| 2. | 「赤いスイートピー」 | 松本隆 | 呉田軽穂 | ミサイルイノベーション           |

### 解説
1. 踊ろよハニー
2. 赤いスイートピー
松田聖子の同名曲のカバー。

## 参加ミュージシャン
ミサイルイノベーション
- 大渡亮：Vocal & Guitar
- 林由恭：Bass & Chorus
- 林久悦：Drums & Chorus

サポートミュージシャン
- 皆川真人：Keyboards

## 収録アルバム
- BE A MAN (#1)
- 「夜のピクニック」INSPIRED BEST ALBUM (#1)